# S/2003 J 10
S/2003 J 10 je retrográdní přirozený satelit Jupiteru. Byl objeven v roce 2003 skupinou astronomů z Havajské univerzity vedených Scottem S. Sheppardem.
S/2003 J 10 má v průměru asi ~2 km, jeho průměrná vzdálenost od Jupitera činí 22,731 Gm, oběhne jej každých 700,1 dnů, s inklinací 164° k ekliptice (166° k Jupiterovu rovníku) a excentricitou 0,3438. S/2003 J 10 patří do rodiny Carme.